# Ebratsweiler
Ebratsweiler is een plaats in de Duitse gemeente Herdwangen-Schönach, deelstaat Baden-Württemberg.